# Bubacarr Trawally
Bubacarr Steve Trawally (* 10. November 1994 in Serekunda) ist ein gambischer Fußballspieler.

## Karriere

### Verein
Am 12. Januar 2015 wechselte Trawally zum chinesischen Super-League-Klub Hangzhou Greentown. Anschließend wurde er bis zum Ende der Saison an den China-League-One-Verein Yanbian Changbaishan ausgeliehen. Am 14. März 2015 gab Trawally sein Debüt für Yanbian in der ersten Runde der Saison gegen Jiangxi Liansheng. Sein erstes Tor in China erzielte er in der 52. Minute, was Yanbians 1:0-Sieg sicherte. Am 23. Mai 2015 wurde er vom Platz gestellt, weil er in einem Ligaspiel gegen Tianjin Songjiang mit dem Finger in Richtung des Gegners wedelte, was zu einer Sperre für vier Spiele und einer Geldstrafe von ¥ 20.000 führte. Trawally erzielte seinen ersten Hattrick in China am 18. Juli 2015 beim 4:2-Sieg gegen Guizhou Hengfeng Zhicheng. Einen weiteren Hattrick erzielte er am 8. August 2015 beim 6:1-Sieg gegen Xinjiang Tianshan Leopard. Trawally erzielte in der Saison 2015 in 26 Spielen 17 Tore, als Yanbian Changbaishan den Meistertitel gewann und in die erste Liga aufstieg.
Trawally wechselte am 13. Februar 2016 dauerhaft zu Yanbian Funde. Am 11. März 2016 gab er im zweiten Spiel der Saison 2016 gegen Jiangsu Suning sein Debüt in der Super League und wurde in der 88. Minute für Nikola Petković eingewechselt. Trawally erzielte in der Saison 2016 in 26 Einsätzen acht Tore, was Yanbian den Verbleib in der höchsten Spielklasse für die nächste Saison sicherte. Im Februar 2017 verlängerte er seinen Vertrag um weitere zwei Jahre. Trawally setzte seine vielversprechenden Leistungen in der Saison 2017 fort und erzielte 18 Tore für den Verein, darunter zwei Hattricks gegen Beijing Sinobo Guoan und Guangzhou Evergrande Taobao.
Nach Yanbians Abstieg in der Saison 2017 wechselte Trawally ablösefrei über den dänischen Verein Vejle Boldklub zu einem anderen Spitzenklub, Guizhou Hengfeng. Am 9. Februar 2018 gab Yanbian eine offizielle Erklärung ab, dass Trawally beim Verein unter Vertrag stehe, und lehnte seinen Transfer ab. Die Meinungsverschiedenheit wurde schließlich am 28. Februar 2018, dem letzten Tag des Wintertransferfensters des chinesischen Fußballs 2018, beigelegt, nachdem Guizhou Hengfeng seine Ablösesumme bezahlt hatte. Trawally gab sein Debüt und erzielte sein erstes Tor für den Verein am 4. März 2018 bei einer 1:3-Niederlage gegen Jiangsu Suning.
Im Februar 2019 wechselte er zum saudischen Klub al-Shabab. Im September desselben Jahres wurde er an den emiratischen Klub Adschman ausgeliehen. Am 31. März 2022 wechselte Trawally zu Hammarby IF in die schwedische Allsvenskan und unterzeichnete einen Zweijahresvertrag. Trawally stand im Finale des Svenska Cupen 2022, in dem Hammarby mit 4:5 im Elfmeterschießen gegen Malmö FF verlor, nachdem das Spiel mit einem 0:0-Unentschieden geendet hatte. Nach Ablauf des Vertrags ging er am 29. Februar 2024  nach knapp zwei Jahren weiter in den Iran zum Erstligisten Sanat Naft Abadan.

### Nationalmannschaft
Am 6. September 2015 gab Trawally sein Debüt für Gambia in einem Qualifikationsspiel zum Afrika-Cup 2017 gegen Kamerun (0:1), als er in der 64. Minute für Pa Amat Dibba eingewechselt wurde.